# Mats Rosseli Olsen
Mats Rosseli Olsen (* 29. April 1991 in Oslo) ist ein norwegischer Eishockeyspieler, der seit Januar 2012 beim Frölunda HC in der Svenska Hockeyligan unter Vertrag steht.  

## Karriere
Mats Rosseli Olsen begann seine Karriere als Eishockeyspieler in seiner Heimatstadt in der Nachwuchsabteilung von Furuset IF, für dessen Profimannschaft er in der Saison 2008/09 sein Debüt in der GET-ligaen, der höchsten norwegischen Spielklasse, gab. In seinem Rookiejahr erzielte er insgesamt 50 Spielen je zehn Tore und zehn Vorlagen. In der Relegation stieg er mit seiner Mannschaft in die zweitklassige 1. divisjon ab. Er selbst blieb jedoch in der GET-ligaen, in der er einen Vertrag beim Spitzenklub Vålerenga IF erhielt. Nach zweieinhalb Jahren beim norwegischen Rekordmeister, wurde er im Januar 2012 vom Frölunda HC aus der schwedischen Elitserien (jetzige Svenska Hockeyligan) verpflichtet. Für diesen erzielte er bis zum Ende der Spielzeit 2015/16 in insgesamt 242 Spielen 27 Tore. In der Saison 2015/16 gewann er mit Frölunda die Champions Hockey League und den schwedischen Meistertitel.

### International
Für Norwegen nahm Mats Rosseli Olsen im Juniorenbereich an der U18-Junioren-Weltmeisterschaft der Division I 2008, der U18-Junioren-Weltmeisterschaft 2009 sowie den U20-Junioren-Weltmeisterschaften der Division I 2009 und 2010 und der U20-Junioren-Weltmeisterschaft der Top-Division 2011 teil. 
Im Seniorenbereich stand er im Aufgebot seines Landes bei den Weltmeisterschaften 2012, 2013, 2015 und 2016. Zudem vertrat er seine Farben bei den Olympischen Winterspielen in Sotschi 2014 und beim Qualifikationsturnier für die Winterspiele in Pyeongchang 2018.

## Erfolge und Auszeichnungen
- 2016 Champions-Hockey-League-Gewinn mit dem Frölunda HC
- 2016 Schwedischer Meister mit dem Frölunda HC
- 2017 Champions-Hockey-League-Gewinn mit dem Frölunda HC
- 2019 Champions-Hockey-League-Gewinn mit dem Frölunda HC

### International
- 2008 Aufstieg in die Top-Division bei der U18-Junioren-Weltmeisterschaft der Division I, Gruppe B
- 2010 Aufstieg in die Top-Division bei der U20-Junioren-Weltmeisterschaft der Division I, Gruppe B

## Statistik
(Stand: Ende der Saison 2015/16)